# Vlag van Mortsel
De vlag van Mortsel werd door de gemeenteraad op 5 februari 1980 officieel vastgesteld als de gemeentelijke vlag van de Antwerpse gemeente Mortsel. Op 2 februari 1981 werd hij door het koninklijk besluit bevestigd en uiteindelijk gepubliceerd op 11 maart 1981 in het officiële Belgisch Staatsblad.
Officieel wordt de vlag beschreven als:
Zeven even lange banen van geel en van rood.
De vlag is volledig gebaseerd op het gemeentewapen en ziet er dus helemaal hetzelfde uit.
Wijk Savelkoul heeft ook een eigen vlag met drie verticale banen van rood-groen-rood.

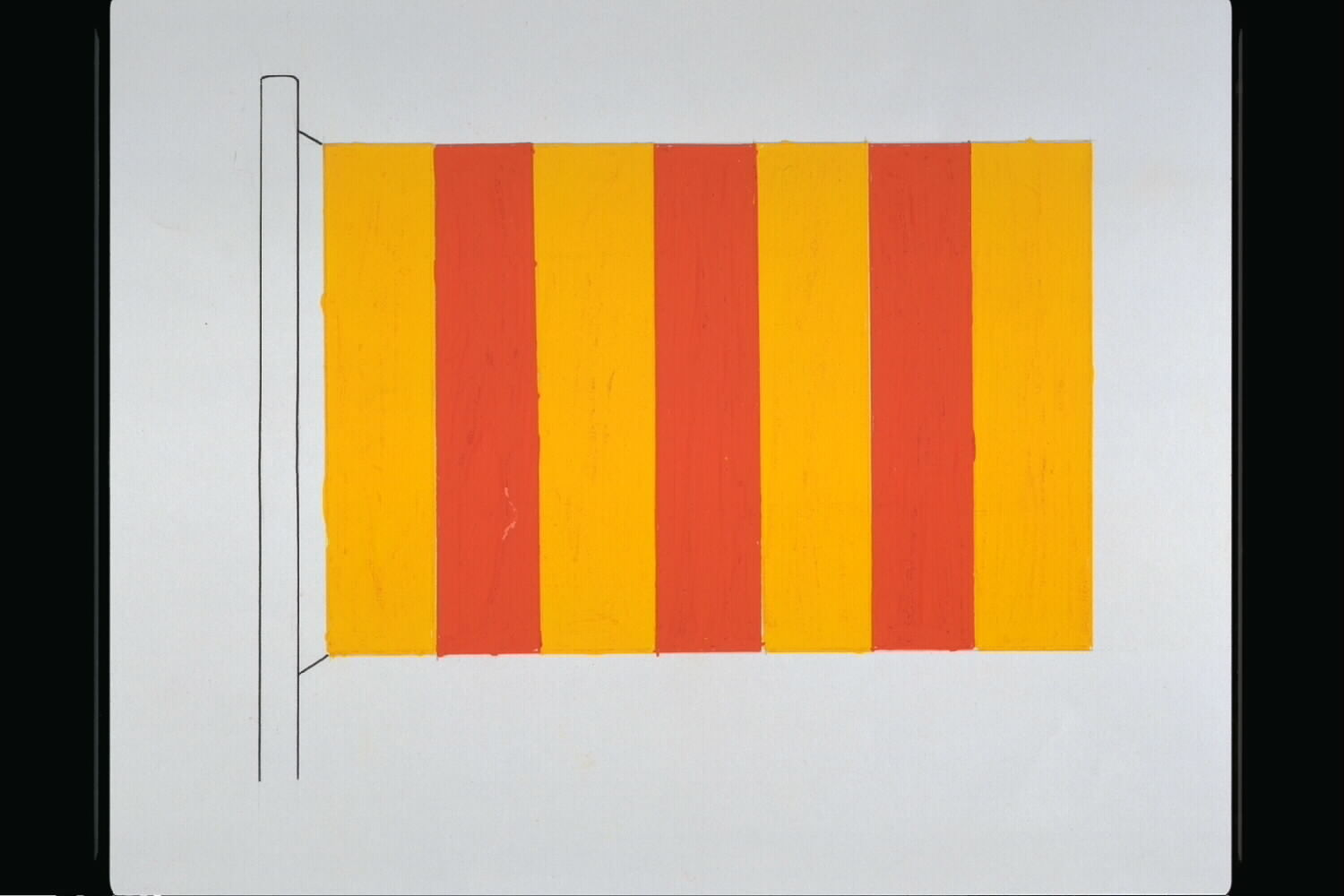
Officiële tekening van de vlag
De vlag van Wijk Savelkoul